# Balclutha diluta
Balclutha diluta är en insektsart som beskrevs av Blocker 1967. Balclutha diluta ingår i släktet Balclutha och familjen dvärgstritar. Inga underarter finns listade i Catalogue of Life.